# Günter Jacobi (Grafiker)
Günter Jacobi (* 24. Februar 1935 in Cottbus; † 22. Juni 2013 in Leipzig) war ein deutscher Grafiker, Buchgestalter und Hochschullehrer.

## Leben
Jacobi machte von 1949 bis 1952 in der Druckerei der Lausitzer Rundschau in Cottbus eine Lehre als Schriftsetzer. Danach war er bis 1958 als Schriftsetzer und Lehrausbilder in Cottbus, Erfurt und Leipzig tätig. Von 1958 bis 1963 studierte er u. a. bei Wolfgang Mattheuer, Irmgard Horlbeck-Kappler und Egon Pruggmayer in der Fachrichtung Buchgestaltung und Gebrauchsgrafik an der Hochschule für Grafik und Buchkunst Leipzig (HGBK). Anschließend arbeitete er bis 1974 als Künstlerischer Leiter des Mitteldeutschen Verlags Halle/Saale. 1971 bis 1974 hatte Jacobi an der HGBK eine Aspirantur bei Walter Schiller und Albert Kapr, 1974 bis 1975 war er Meisterschüler Kaprs. Nach einer mehrjährigen Tätigkeit als Assistent hatte er ab 1983 an der HFBK eine Dozentur. Von 1993 bis zur Emeritierung 2000 war er Professor für Typografie und Druck, ab 1989 auch Leiter des Instituts für Buchkunst und künstlerischer Leiter für die Grafischen Werkstätten. Ab 1982 war Jacobi Vertreter der HGBK im Kuratorium des Hauses des Buches e. V., Leipzig. Daneben war er von 1981 bis 1990 künstlerischer Berater im Mitteldeutschen Verlag. 1990 war er einige Monate Gastdozent am Nova Scotia College of Art and Design in Halifax. Dank seiner Initiative entstand ein regelmäßiger Studentenaustausch zwischen dem College und der HGBK.

## Werk
Jacobi schuf insbesondere Einbände, Schutzumschläge und die Typografie für eine große Anzahl von Büchern und Pressendrucken. Er war auf einer Vielzahl von Kunstausstellungen im In- und Ausland vertreten, u. a. von 1967 bis 1988 auf allen Deutschen Kunstausstellungen bzw. Kunstausstellungen der DDR in Dresden.
1984 gestaltete er zusammen mit Egbert Herfurth die Schallplattenhülle für das Kinderhörspiel Der Teufel mit den drei goldenen Haaren (Litera) in der Regie von Maritta Hübner.

## Mitgliedschaften
- 1964 bis 1990 Mitglied im Verband Bildender Künstler der DDR
- ab 1991 Mitglied im Bund Deutscher Buchkünstler
- ab 1991 Gründungsmitglied des Vereins zur Förderung von Grafik und Buchkunst e. V. Leipzig